# Боровик золотистый
Боровик золотистый (лат. Aureoboletus projectellus) — вид грибов семейства Болетовые. Встречается в Северной Америке, а недавно и в Европе.

## Описание
Шляпка изначально выпуклая, а в зрелом возрасте уплощается и достигает диаметра 4—20 см. Поверхность шляпки сухая, изначально с бархатистой, слегка волосистой текстурой, но с возрастом на ней появляются небольшие трещинки. Окраска от бледной до тёмно-корично-коричневой, тускло-красноватой или тёмно-красновато-коричневой, иногда с серым или оливково-зелёным оттенком, особенно у молодых особей.
Мякоть беловатая (иногда с розоватым оттенком), не имеет характерного запаха и кисловатого вкуса.
Трубчатый слой изначально жёлтый, а в зрелом возрасте становится коричневато-оливковым. В отличие от многих видов болетовых не синеет при нажатии или повреждении, а медленно становится жёлто-коричневым.
Ножка имеет длину 9—24 см и толщину 1—5 см и либо равная по толщине, либо толще у основания. Она волокнистая, того же цвета, что и шляпка, или светлее. Во влажную погоду основание ножки становится липким.
Споры имеют овальную или веретенообразную форму, гладкие и имеют размеры 18—33 на 7,5—12 мкм; это самые крупные споры из всех видов болетовых в Северной Америке.

## Экология и распространение
Образует микоризу чаще с сосной. Плодоносит отдельно, разбросанно или группами.
Ранее золотистый боровик считался широко распространённым американским видом, от Канады до Мексики. В Европе впервые был замечен в 2011 году на Куршской косе в Литве. В 2013 году замечен Латвии, в 2014 году — в Норвегии и Дании, в 2016 году — в Польше, в 2023 году — в Финляндии. В 2024 году золотистый боровик был впервые замечен в Псковской области в России. 7 сентября 2024 г. один экземпляр был найден на Карельском перешейке.
Принято считать, что золотистый боровик попал в Европу из Канады тогда, когда дюны засаживали молодыми деревьями. Вместе с золотыми соснами завезли и золотистый боровик. А далее спорами он рассеялся по остальной территории.

## Употребление
Съедобен. Его можно жарить, варить, сушить, солить, мариновать и заготавливать на зиму. Его можно жарить без предварительной варки.